# بسکتبال در المپیک تابستانی ۱۹۶۴ – ترکیب تیم‌های مردان
این مقاله فهرستی از ترکیب تیم‌های ملی بسکتبال مردان در بازی‌های المپیک تابستانی ۱۹۶۴ است.

## گروه A

### کانادا
The following players represented Canada:
- Barry Howson
- Fred Ingaldson
- George Stulac
- James Maguire
- John McKibbon
- Joseph Stulac
- Keith Hartley
- Ruby Richman
- Rolly Goldring
- Walter Birtles
- Warren Reynolds

### مجارستان
The following players represented Hungary:
- András Haán
- Árpád Glatz
- György Pólik
- János Bencze
- János Greminger
- János Rácz
- József Prieszol
- László Gabányi
- Miklós Boháty
- Ödön Lendvay
- Pál Koczka
- Tibor Kangyal

### ایتالیا
The following players represented Italy:
- آگوستو جومو
- فرانکو برتینی
- گابریله ویانلو
- جانفرانکو لومباردی
- جانفرانکو پیری
- جانفرانکو ساردانیا
- جووانی گاوانین
- جوستو پلانرا
- ماسیمو ماسینی
- اوتورینو فلابورئا
- پائولا ویتوری
- سائورو بوفالینی

### ژاپن
The following players represented Japan:
- آکیرا کوداما
- فومیهیکو مورویاما
- کائورو واکابایاشی
- کاتسوجی تسونودا
- کاتسو بای
- کونیهیکو ناکامورا
- ماساشی شیگا
- نوبو کایهو
- سیجی فوجیه
- ستسو نارا
- تاکاشی ماسودا (بازیکن بسکتبال)
- یوشیتاکا اگاوا

### مکزیک
The following players represented Mexico:
- آلبرت آلمانزا
- آرماندو اررا
- کارلوس کینتانار
- ائولالیو آویلا
- لوئیس گراخدا
- مانوئل راگا
- ماریو پنیا
- میگل آریانو
- رافائل اردیا
- ریکو پونتویانه

### لهستان
The following players represented Poland:
- Andrzej Perka
- Andrzej Pstrokoński
- Bohdan Likszo
- Janusz Wichowski
- Jerzy Piskun
- Kazimierz Frelkiewicz
- Krystian Czernichowski
- Krzysztof Sitkowski
- Mieczysław Łopatka
- Stanisław Olejniczak
- Tadeusz Blauth
- Zbigniew Dregier

### پورتوریکو
The following players represented Puerto Rico:
- Alberto Zamot
- Ángel Cancel
- Ángel García
- Evelio Droz
- Jaime Frontera
- Juan Vicéns
- Juan Báez
- Martín Ansa
- Rubén Adorno
- Teo Cruz
- Tomás Gutiérrez
- Bill McCadney

### شوروی
The following players represented the Soviet Union:
- یانیس کرومینش
- والدیس موژنیکس
- نیکولای بگلی
- آرمناک آلاچاچیان
- الکساندر تراین
- ویاچسلاو خرنین
- لوان موساشویلی
- یوری کورنی
- الکساندر پتروف
- گنادی وولنوف
- یاک لیپسو
- جوریس کالنیش

## گروه B

### استرالیا
The following players represented Australia:
- Brendon Hackwill
- Carl Rodwell
- John Gardiner
- John Heard
- Ken Cole
- László Hódi
- Lindsay Gaze
- Michael Ah Matt
- Mike Dancis
- Scott Davie
- Werner Linde
- Bill Wyatt

### برزیل
The following players represented Brazil:
- اموری پاسوس
- ولمیر مارکز
- اوبیراتان پریرا ماکیل
- کارلوس دومینگو ماسونی
- جتیر ادواردو شال
- رزا برانکا
- ادسون بیسپو دوس سانتوس
- انتونیو سالوادور سوکار
- فریدریش ویلهلم براون
- ویکتور میرساوکا
- سرجیو تولدو ماچادو
- خوزه ادوار سیمیوس

### فنلاند
The following players represented Finland:
- Jorma Pilkevaara
- یوها هاریولا
- کاری لیمو
- کاوکو کاوپینن
- مارتی لیمو
- پرتی لانتی
- رایمو لیندهولم
- رایمو وارتیا
- ریستو کالا
- تیو فینمان
- تیمو لامپن
- اولوی مانینن

### پرو
The following players represented Peru:
- کارلوس واسکس
- انریکه دوارته
- خورخه وارگاس
- خوسه گوسمان
- لوئیس دوارته
- مانوئل والریو
- اسکار بنالکاسار
- اسکار سویا
- رائول دوارته
- ریکاردو دوارته
- سیمون پردس
- توماس سانگیو

### کره جنوبی
The following players represented South Korea:
- بانگ یئول
- جونگ جین-بونگ
- ها اوی-گون
- کیم جونگ-سون
- کیم این-کون
- کیم مو-هیون
- کیم سونگ-گیو
- کیم یونگ-ایل
- کیم یونگ-گی
- لی بیونگ-گو
- مون هیون-جانگ
- شین دونگ-پا

### ایالات متحده آمریکا
The following players represented the United States:
- جیم بارنز
- بیل بردلی
- لری براون
- جو کالدول
- مل کانتس
- دیک دیویس
- والت هازت
- لاشیس جکسون
- پیت مک‌کفری
- جف مولینز
- جری شیپ
- جرج ویلسون

### اروگوئه
The following players represented Uruguay:
- Alvaro Roca
- Edison Ciavattone
- Jorge Maya
- Julio César Gómez
- Luis García
- Luis Koster
- Manuel Gadea
- Ramiro de León
- Sergio Pisano
- Waldemar Rial
- Walter Márquez
- Washington Poyet

### یوگسلاوی
The following players represented Yugoslavia:
- اسلوبودان گوردیچ
- رادیووی کوراچ
- ترایکو رایکوویچ
- Dragan Kovačić
- یوسیپ جرجا
- دراگوسلاو راژناتوویچ
- ایوو دانئو
- ازوونکو پتریچویچ
- Vital Eiselt
- ولادیمیر اسوتکوویچ
- نمانیا جوریج
- میودراگ نیکولیچ